# Ancile (demo)
Ancile (in greco antico:  Ἀγκυλή?, Ankylé) era il nome di due demi dell'Attica (Ancile superiore, in greco antico: Ἀγκυλή ὑπένερθεν?, e Ancile inferiore, in greco antico: Ἀγκυλή καθύπερθεν?) situati a est di Atene e confinanti con Agrile a sud. Ancile superiore nel 307-306 a.C. passò dalla tribù Egeide alla Antigonide, mentre Ancile inferiore rimase sempre nella tribù Egeide.
Nel III secolo, in età romana, i demi erano sede di ricche proprietà terriere. Il loro nome deriva da "laccio", quindi anche "giavellotto" (che si lanciava con una corda). La medesima radice compare anche in un epiteto attribuito a Crono e a Prometeo, "di ingegno aguzzo".